# Công viên Lê Văn Tám
Công viên Lê Văn Tám là một công viên tại phường Đa Kao, Quận 1, Thành phố Hồ Chí Minh, Việt Nam. Công viên nằm giữa bốn tuyến đường là Hai Bà Trưng, Điện Biên Phủ, Võ Thị Sáu và Phan Liêm. Đây là nơi luyện tập thể dục thể thao quen thuộc của người dân. Khu vực công viên được bố trí cây xanh, vườn hoa hài hòa và một số trò chơi dành cho trẻ em. Từng có một dự án xây bãi đậu xe ngầm ở đây nhưng đã bị hủy bỏ sau gần một thập niên không xây dựng.

## Lịch sử
Thời Pháp thuộc, nơi đây là nghĩa địa dành cho người Pháp nên được gọi tên là Đất Thánh Tây. Tên chính thức của nghĩa trang trước tiên gọi là Jardin du Père d'Ormay, sau là Cimetière Massiges. Đây là nơi chôn cất nhiều lính tráng Pháp kể từ những năm đầu khi người Pháp chiếm được Sài Gòn, có những ngôi mộ chôn từ năm 1866. Một số nhân vật tên tuổi thời thuộc địa như Francis Garnier cũng được mai táng ở đây.
Sang thời Việt Nam Cộng hòa nghĩa trang mang tên Nghĩa trang Mạc Đĩnh Chi. Tổng thống Ngô Đình Diệm và cố vấn Ngô Đình Nhu cũng có mộ phần tại đây.
Năm 1983, Chủ tịch Ủy ban Nhân dân thành phố Hồ Chí Minh ra chỉ thị 17/CT-UBND yêu cầu dời nghĩa trang Mạc Đĩnh Chi khỏi thành phố để lấy đất xây Cung văn hóa Thiếu nhi. Sau đó, khu vực này được giải toả và xây dựng thành công viên, đặt tên là Lê Văn Tám theo tên của một thiếu niên anh hùng trong thời kỳ  Chiến tranh Đông Dương. Đây là công trình chào mừng 10 năm sự kiện 30 tháng 4 năm 1975 (1975-1985).

## Dự án bãi đậu xe trước đây
Tại công viên Lê Văn Tám từng có dự án theo hình thức BOT (xây dựng - kinh doanh - chuyển giao) để xây bãi đậu xe ngầm. Dự án được cấp phép đầu tư với số vốn 100 triệu đô la Mỹ, một bên là năm tầng hầm sức chứa 2.000 xe máy, 1.250 ô tô, 28 xe buýt, xe tải và một bên là ba tầng hầm dành cho thương mại. Dự án động thổ lần đầu vào tháng 8 năm 2010 và dự kiến sẽ hoàn thành sau 3 năm, nhưng không xây dựng được gì và bị hủy hợp đồng vào tháng 7 năm 2019.

## Hội sách thành phố Hồ Chí Minh
Cứ hai năm một lần, Hội sách thành phố Hồ Chí Minh lại diễn ra tại công viên Lê Văn Tám, tính đến năm 2018 đã trải qua 10 lần tổ chức. Trong một tuần Hội sách năm 2014, tại đây có 500 gian hàng của 156 đơn vị nhà xuất bản, công ty phát hành sách - truyền thông văn hóa, công ty kinh doanh văn phòng phẩm - văn hóa phẩm và trung tâm ngoại ngữ. Trên 20 triệu cuốn sách được đưa đến đây với nhiều mức giảm giá khác nhau. Ngoài trưng bày và bán sách, tại đây còn có các buổi giao lưu với tác giả sách và biểu diễn văn nghệ.